# Challenger de Puerto Vallarta
El Puerto Vallarta Open es un torneo profesional de tenis. Pertenece al ATP Challenger Tour. Se juega desde el año 2018 sobre pistas de dura al aire libre, en Puerto Vallarta, México.

## Palmarés

### Individual masculino
| Año  | Campeón                  | Finalista          | Resultado        |
| ---- | ------------------------ | ------------------ | ---------------- |
| 2018 | Adrián Menéndez Maceiras | Danilo Petrović    | 1-6, 7-5, 6-3    |
| 2019 | Sebastian Ofner          | John-Patrick Smith | 7-6(8), 3-6, 6-3 |
| 2020 | No Celebrado             | No Celebrado       | No Celebrado     |
| 2021 | Daniel Altmaier          | Alejandro Tabilo   | 6-3, 3-6, 6-3    |
| 2022 | No Celebrado             | No Celebrado       | No Celebrado     |
| 2023 | Benoît Paire             | Yuta Shimizu       | 3-6, 6-0, 6-2    |

### Individual femenino
| Año  | Campeón           | Finalista      | Resultado     |
| ---- | ----------------- | -------------- | ------------- |
| 2024 | McCartney Kessler | Taylah Preston | 5-7, 6-3, 6-0 |

### Dobles masculino
| Año  | Campeones                                 | Finalistas                                  | Resultado           |
| ---- | ----------------------------------------- | ------------------------------------------- | ------------------- |
| 2018 | Ante Pavić Danilo Petrović                | Benjamin Lock Fernando Romboli              | 6-7(2), 6-4, [10-5] |
| 2019 | Matt Reid John-Patrick Smith              | Gonzalo Escobar Luis David Martínez         | 7-6(10), 6-3        |
| 2020 | No Celebrado                              | No Celebrado                                | No Celebrado        |
| 2021 | Gijs Brouwer Reese Stalder                | Hans Hach Verdugo Miguel Ángel Reyes-Varela | 6-4, 6-4            |
| 2022 | No Celebrado                              | No Celebrado                                | No Celebrado        |
| 2023 | Robert Galloway Miguel Ángel Reyes-Varela | André Göransson Ben McLachlan               | 3-0, ret.           |

### Dobles femenino
| Año  | Campeonas                        | Finalistas                           | Resultado   |
| ---- | -------------------------------- | ------------------------------------ | ----------- |
| 2024 | Iryna Shymanovich Renata Zarazúa | Angelica Moratelli Camilla Rosatello | 6-2, 7-6(1) |